# Pehr Hernblom
Pehr Hernblom, född den 29 september 1787, död den 9 juni 1857 i Vimmerby, var en svensk jurist. Han var far till Bror Wilhelm Hernblom. 
Hernblom blev auskultant i Svea hovrätt 1808 och protonotarie i kammarrättens krigsrevisionsdepartement 1812. Han var sekreterare i tryckfrihetskommittén och extra fiskal i hovrätten. Hernblom blev fiskal 1814, vice advokatfiskal 1820 och häradshövding i Tunaläns, Sevede och Aspelands domsaga 1828. Han var justitieombudsmannens sekreterare 1829–1834.